# Hyperodes
Hyperodes är ett släkte av skalbaggar. Hyperodes ingår i familjen vivlar.

## Dottertaxa tillHyperodes, i alfabetisk ordning[1]
- Hyperodes affinis
- Hyperodes alternatus
- Hyperodes anchonoideus
- Hyperodes angustatus
- Hyperodes annulipes
- Hyperodes anthracinus
- Hyperodes apicalis
- Hyperodes argentinensis
- Hyperodes bonariensis
- Hyperodes californicus
- Hyperodes carinatus
- Hyperodes carinicollis
- Hyperodes castaneus
- Hyperodes cinnamomeus
- Hyperodes coelorum
- Hyperodes costulatus
- Hyperodes crassirostris
- Hyperodes cryptops
- Hyperodes cyrtica
- Hyperodes deceptus
- Hyperodes delumbis
- Hyperodes dorsalis
- Hyperodes dorytomoides
- Hyperodes echinatus
- Hyperodes geminatus
- Hyperodes griseus
- Hyperodes grypidioides
- Hyperodes hirtellus
- Hyperodes horni
- Hyperodes humilis
- Hyperodes hyperodes
- Hyperodes immundus
- Hyperodes indistinctus
- Hyperodes interpunctatulus
- Hyperodes interstitialis
- Hyperodes laevis
- Hyperodes laramiensis
- Hyperodes latinasus
- Hyperodes lineatulus
- Hyperodes lodingi
- Hyperodes longulus
- Hyperodes lucens
- Hyperodes maculicollis
- Hyperodes marginicollis
- Hyperodes minimus
- Hyperodes mirabilis
- Hyperodes montanus
- Hyperodes myasellus
- Hyperodes nevadensis
- Hyperodes novellus
- Hyperodes obscurellus
- Hyperodes obtectus
- Hyperodes peninsularis
- Hyperodes porcellus
- Hyperodes poseyensis
- Hyperodes puncticollis
- Hyperodes rotundicollis
- Hyperodes ruber
- Hyperodes rufomarginatus
- Hyperodes schauppi
- Hyperodes setiger
- Hyperodes setosipennis
- Hyperodes setosus
- Hyperodes solutus
- Hyperodes sparsus
- Hyperodes spurcus
- Hyperodes squalidus
- Hyperodes subcribratus
- Hyperodes sulcicollis
- Hyperodes tenebrosus
- Hyperodes testaceipes
- Hyperodes ulkei
- Hyperodes weiseri
- Hyperodes wickhami
- Hyperodes vittaticollis
- Hyperodes vitticollis
- Hyperodes vulgaris